# Vidov
Pour les articles homonymes, voir Vidov (homonymie).
Vidov (en allemand : Wiederpolen) est une commune du district de České Budějovice, dans la région de Bohême-du-Sud, en République tchèque. Sa population s'élevait à 603 habitants en 2020.

## Géographie
Vidov se trouve à 6 km au sud de České Budějovice et à 128 km au sud de Prague.
La commune est limitée par Staré Hodějovice au nord-ouest, au nord et au nord-est, par Doubravice et Nedabyle à l'est, par Plav au sud et par Roudné à l'ouest.

## Histoire
La première mention écrite du village date de 1357.

## Source
- (cs) Cet article est partiellement ou en totalité issu de l’article de Wikipédia en tchèque intitulé « Vidov » (voir la liste des auteurs).